# Caryedes x-liturus
Caryedes x-liturus is een keversoort uit de familie bladkevers (Chrysomelidae). De wetenschappelijke naam van de soort werd in 1931 gepubliceerd door Maurice Pic.